# Hernán Couturier
Hernán Antonio Couturier Mariátegui (Lima, 9 de diciembre de 1943), es un diplomático peruano.

## Biografía
Hijo de Hernán Couturier Salinas y Josefina Mariátegui Gómez, siendo varios miembros de su familia embajadores, incluyendo al primer embajador del Perú. Realizó estudios en el Colegio Champagnat y en el Colegio Militar Leoncio Prado. 
Realizó estudios superiores en la Pontificia Universidad Católica del Perú y en la Universidad de San Marcos donde estudió Derecho y Relaciones Internacionales. Se graduó de diplomático en la Academia Diplomática del Perú en 1967 y después ingresó a la Escuela de Estudios Internacionales Avanzados de la Universidad Johns Hopkins, EE. UU..

## Docencia
Fue profesor en la Academia Diplomática del Perú, profesor de Organismos Internacionales en la Universidad San Martín de Porres y profesor de Política Internacional en la Universidad Peruana de Ciencias Aplicadas.

## Cargos desempeñados
En 1968, fue designado tercer secretario en la Embajada del Perú en Chile, seguido por representaciones en la OEA, Estados Unidos y Colombia. En 1980, fue nombrado consejero de la Representación Permanente del Perú en las Naciones Unidas, teniendo una activa participación en la elección de Javier Pérez de Cuéllar como Secretario General de la ONU. Se desempeñó como embajador y plenipotenciario del Perú en:
- Zimbabue.
- Canadá.
- Bolivia.
- Brasil.
- Guyana (no residente).
- Nueva York (como Cónsul General).

Asimismo, se desempeñó como:
- Secretario General del Ministerio de Relaciones Exteriores.
- Subsecretario para asuntos de Europa.
- Coordinador General de la V Cumbre ALC-UE.
- Secretario para asuntos de América.

En el 2010, fue designado Embajador del Perú en el Reino Unido, presentando sus credenciales en el 2011 a la reina Isabel II en el Palacio de Buckingham, cargo desempeñado hasta el 2012.

## Condecoraciones
- Gran Cruz de la Orden al Mérito por Servicios Distinguidos, Perú.
- Gran Cruz de la Orden del Mérito Civil, España.
- Gran Oficial de la Orden de Bernardo O'Higgins, Chile.
- Gran Cruz de la Orden al Mérito del Servicio Diplomático del Perú José Gregorio Paz Soldán, Perú.
- Gran Cruz de la Orden Cruzeiro do Sul, Brasil.

- Datos: Q5896105